# Tyler Palmer
Tyler Reuben Palmer (Kearsarge, 22 giugno 1950) è un ex sciatore alpino statunitense.

## Biografia
Slalomista puro originario di Kearsarge e fratello di Terry, a sua volta sciatore alpino, Tyler Palmer fece parte della nazionale statunitense dal 1969 al 1972; in Coppa del Mondo esordì il 29 marzo 1968 a Rossland, senza completare la prova, ottenne il primo risultato di rilievo il 6 marzo 1970 sulle nevi di Heavenly Valley (10º) e la prima vittoria, nonché primo podio, il 17 gennaio 1971 a Sankt Moritz: in quella stagione 1970-1971 fu 3º nella classifica della Coppa del Mondo di slalom speciale.
Il 19 dicembre 1971 sul tracciato di Sestriere ottenne la sua seconda e ultima vittoria, nonché ultimo podio, in Coppa del Mondo, circuito nel quale prese per l'ultima volta il via il 19 febbraio 1972 a Banff senza completare la prova; ai XI Giochi olimpici invernali di Sapporo 1972, sua unica presenza olimpica, si classificò al 9º posto. Dopo il ritiro prese parte al circuito professionistico nordamericano (Pro Tour).

## Palmarès

### Coppa del Mondo
- Miglior piazzamento in classifica generale: 10º nel 1971
- 4 podi (tutti in slalom speciale):
  - 2 vittorie
  - 1 secondo posto
  - 1 terzo posto

#### Coppa del Mondo - vittorie
| Data             | Località     | Paese    | Specialità |
| ---------------- | ------------ | -------- | ---------- |
| 17 gennaio 1971  | Sankt Moritz | Svizzera | SL         |
| 19 dicembre 1971 | Sestriere    | Italia   | SL         |

Legenda:

SL = slalom speciale

### Campionati statunitensi
- 1 oro (slalom gigante nel 1970)[senza fonte]

### Campionati statunitensi juniores
- 1 oro (slalom speciale nel 1969)[1][2]